# New Holstein (Wisconsin)
New Holstein – miasto w Stanach Zjednoczonych, w stanie Wisconsin, w hrabstwie Calumet.